# Asociația Uruguayană de Fotbal
Asociația Uruguayană de Fotbal este forul principal de fotbal uruguayan. Asociația a fost fondată în 1900 și s-a afiliat la FIFA în 1923. Președintele este Sebastián Bauzá.